# Arrondissement de Rambouillet
L'arrondissement de Rambouillet est une division administrative française, située dans le département des Yvelines et la région Île-de-France.

## Composition

### Composition en 1966
.

### Composition avant 2015
- Canton de Chevreuse
- Canton de Maurepas
- Canton de Montfort-l'Amaury
- Canton de Rambouillet
- Canton de Saint-Arnoult-en-Yvelines

### Découpage communal depuis 2015
Depuis 2015, le nombre de communes des arrondissements varie chaque année soit du fait du redécoupage cantonal de 2014 qui a conduit à l'ajustement de périmètres de certains arrondissements, soit à la suite de la création de communes nouvelles. Le nombre de communes de l'arrondissement de Rambouillet est ainsi de 81 en 2015, 81 en 2016 et 83 en 2017.
Au 1er janvier 2024, l'arrondissement groupe les 83 communes suivantes :
1. Ablis
2. Allainville
3. Auffargis
4. Auteuil
5. Autouillet
6. Bazoches-sur-Guyonne
7. Béhoust
8. Beynes
9. Boinville-le-Gaillard
10. La Boissière-École
11. Boissy-sans-Avoir
12. Bonnelles
13. Les Bréviaires
14. Bullion
15. La Celle-les-Bordes
16. Cernay-la-Ville
17. Chevreuse
18. Choisel
19. Clairefontaine-en-Yvelines
20. Coignières
21. Dampierre-en-Yvelines
22. Élancourt
23. Émancé
24. Les Essarts-le-Roi
25. Flexanville
26. Galluis
27. Gambais
28. Gambaiseuil
29. Garancières
30. Gazeran
31. Goupillières
32. Grosrouvre
33. Hermeray
34. Jouars-Pontchartrain
35. Lévis-Saint-Nom
36. Longvilliers
37. Magny-les-Hameaux
38. Marcq
39. Mareil-le-Guyon
40. Maurepas
41. Méré
42. Le Mesnil-Saint-Denis
43. Les Mesnuls
44. Millemont
45. Milon-la-Chapelle
46. Mittainville
47. Montfort-l'Amaury
48. Neauphle-le-Château
49. Neauphle-le-Vieux
50. Orcemont
51. Orphin
52. Orsonville
53. Paray-Douaville
54. Le Perray-en-Yvelines
55. Poigny-la-Forêt
56. Ponthévrard
57. Prunay-en-Yvelines
58. La Queue-les-Yvelines
59. Raizeux
60. Rambouillet
61. Rochefort-en-Yvelines
62. Saint-Arnoult-en-Yvelines
63. Saint-Forget
64. Saint-Germain-de-la-Grange
65. Saint-Hilarion
66. Saint-Lambert
67. Saint-Léger-en-Yvelines
68. Saint-Martin-de-Bréthencourt
69. Sainte-Mesme
70. Saint-Rémy-lès-Chevreuse
71. Saint-Rémy-l'Honoré
72. Saulx-Marchais
73. Senlisse
74. Sonchamp
75. Thiverval-Grignon
76. Thoiry
77. Le Tremblay-sur-Mauldre
78. La Verrière
79. Vicq
80. Vieille-Église-en-Yvelines
81. Villiers-le-Mahieu
82. Villiers-Saint-Frédéric
83. Voisins-le-Bretonneux

## Démographie
En 2022, l'arrondissement comptait 233 531 habitants.
| 1968   | 1975    | 1982    | 1990    | 1999    | 2006    | 2011    | 2016    | 2021    |
| ------ | ------- | ------- | ------- | ------- | ------- | ------- | ------- | ------- |
| 74 380 | 126 423 | 171 988 | 197 764 | 214 219 | 221 791 | 223 871 | 228 196 | 230 545 |

| 2022    | - | - | - | - | - | - | - | - |
| ------- | - | - | - | - | - | - | - | - |
| 233 531 | - | - | - | - | - | - | - | - |